# Divergente synthese
In de scheikunde verwijst de term divergente synthese naar de strategie waarmee getracht wordt om een chemische synthese op een zo efficiënt mogelijk wijze uit te voeren. Het concept wordt meestal gebruikt in de context van de organische synthese (en meer bepaalde de combinatoriële chemie) ter synthese van geneesmiddelen en bio-organische moleculen.

## Principe
Bij divergente synthese is het de bedoeling om een zo grote hoeveelheid verbindingen te bereiden van grote structurele diversiteit, uitgaande van slechts 1 bepaalde molecule of 1 set van reactanten. Er zijn verschillende synthesemethoden voorhanden, zoals de vastefasesynthese of de vloeibare arraysynthese.
Veronderstel dat wordt vertrokken van een molecule A. Door een bepaalde reactie kunnen 5 nieuwe moleculen ontstaan:
{\displaystyle \mathrm {A} \ \longrightarrow \ \left\{{\begin{matrix}\mathrm {A_{1}} \\\mathrm {A_{2}} \\\mathrm {A_{3}} \\\mathrm {A_{4}} \\\mathrm {A_{5}} \end{matrix}}\right.}
Deze groep van 5 moleculen wordt de eerste generatie genoemd. Iedere molecule kan nu via een tweede reactie worden omgezet in een nieuw subset van moleculen, de tweede generatie:
{\displaystyle \mathrm {A} \ \longrightarrow \ \left\{{\begin{matrix}\mathrm {A_{1}} \ \longrightarrow \ \left\{{\begin{matrix}\mathrm {A_{11}} \\\mathrm {A_{12}} \end{matrix}}\right.\\\mathrm {A_{2}} \ \longrightarrow \ \left\{{\begin{matrix}\mathrm {A_{21}} \\\mathrm {A_{22}} \end{matrix}}\right.\\\mathrm {A_{3}} \ \longrightarrow \ \left\{{\begin{matrix}\mathrm {A_{31}} \\\mathrm {A_{32}} \end{matrix}}\right.\\\mathrm {A_{4}} \ \longrightarrow \ \left\{{\begin{matrix}\mathrm {A_{41}} \\\mathrm {A_{42}} \end{matrix}}\right.\\\mathrm {A_{5}} \ \longrightarrow \ \left\{{\begin{matrix}\mathrm {A_{51}} \\\mathrm {A_{52}} \end{matrix}}\right.\end{matrix}}\right.}
Voornamelijk multicomponentreacties lenen zich zeer goed tot divergente synthese. Voorbeelden zijn de Ugi-reactie, de Biginelli-reactie, de Passerini-reactie en de Kabachnik-Fields-reactie.